# David Browne
Pour les articles homonymes, voir Browne.
David Browne, né le 27 décembre 1995 à Port Moresby en Papouasie-Nouvelle-Guinée, est un footballeur international papouasien, possédant également la nationalité britannique. Il évolue au poste d'ailier.

## Carrière

### En club

#### En équipes de jeunes
David Browne commence le football au poste de gardien de but après avoir vu un vidéo de Cristiano Ronaldo. Il rejoint en 2010 le Pomsoe FC, un club composé de la majorité de l'équipe de Papouasie-Nouvelle-Guinée des moins de 17 ans. Il rejoint en 2012 la Nouvelle-Zélande pour poursuivre sa scolarité. Son père décède seulement un an après son arrivée dans le pays.
À l'âge de quinze ans, il joue en Northern League, la seconde division néo-zélandaise, avec le Central United. Après sa seconde saison, il est nommé joueur de l'année du club. Il est diplômé du St Peter's College en 2012 après trois années d'études.

#### En seniors
Browne rejoint le club d'Auckland City en 2012 grâce au partenariat entre le club et le Central United, et intègre directement l'équipe première en Premiership. Il devient le plus jeune joueur à jouer en Coupe du monde des clubs en 2012 à l'âge de seize ans. Après la saison 2014-2015, il est nommé comme étant le joueur ayant le plus de potentiel du championnat en raison de son style de jeu et de ses performances, notamment un triplé en demi-finale du championnat contre le Waitakere United. En trois ans, il marque dix buts en trente-trois matchs de championnat, remporte deux fois la Ligue des champions et fait partie de l'équipe ayant terminée troisième de la Coupe du monde des clubs en 2014.
Il rejoint le PEC Zwolle, aux Pays-Bas, au début de la saison 2015-2016. Il apparaît pour la première fois sur la feuille de match avec l'équipe première lors d'une rencontre face au SC Cambuur, en février 2016. David Browne s'engage avec le FC Groningue lors de l'été 2016 pour jouer avec l'équipe réserve. Il remplace ainsi Kasper Oldenburger, longuement indisponible en raison d'une blessure. Il marque son premier but le 1er octobre 2016 lors d'un match nul trois partout contre les Rijnsburgse Boys.

### En sélection
Lors du tournoi qualificatif de l'OFC des moins de 17 ans 2011, Browne inscrit un but contre les Samoa américaines et frappe sur la barre transversale durant ce même match.
Il est nommé dans une liste élargie de l'équipe A en vue de la Coupe d'Océanie 2016 mais n'est finalement pas retenu.
En raison de ses années passées en Nouvelle-Zélande pour ses études, Browne a la possibilité d'être appelé en équipe de Nouvelle-Zélande.
Pour sa première sélection en équipe A en mars 2017, match disputé dans le cadre des éliminatoires de la Coupe du Monde 2018 contre Tahiti, il est expulsé après 22 minutes de jeu seulement.

## Statistiques
| Saison                | Club                  | Championnat           | Championnat | Championnat | Coupe(s) nationale(s) | Coupe(s) nationale(s) | Supercoupe | Supercoupe | Compétition(s) continentale(s) | Compétition(s) continentale(s) | Compétition(s) continentale(s) | Coupe du Monde des clubs | Coupe du Monde des clubs | Papouasie-Nouvelle-Guinée | Papouasie-Nouvelle-Guinée | Total | Total |
| Saison                | Club                  | Division              | M.          | B.          | M.                    | B.                    | M.         | B.         | Comp.                          | M.                             | B.                             | M.                       | B.                       | M.                        | B.                        | M.    | B.    |
| 2012-2013             | Auckland City         | Premiership           | 9           | 1           | 0                     | 0                     | 0          | 0          | OFC                            | 3                              | 0                              | 0                        | 0                        | -                         | -                         | 12    | 1     |
| 2013-2014             | Auckland City         | Premiership           | 6           | 2           | 0                     | 0                     | 1          | 0          | OFC                            | 6                              | 0                              | 1                        | 0                        | -                         | -                         | 14    | 2     |
| 2014-2015             | Auckland City         | Premiership           | 18          | 7           | 0                     | 0                     | 1          | 0          | OFC                            | 4                              | 1                              | 1                        | 0                        | -                         | -                         | 24    | 8     |
| Sous-total            | Sous-total            | Sous-total            | 33          | 10          | 0                     | 0                     | 2          | 0          | -                              | 13                             | 1                              | 2                        | 0                        | -                         | -                         | 50    | 11    |
| 2015-2016             | PEC Zwolle            | Eredivisie            | 0           | 0           | 0                     | 0                     | -          | -          | C3                             | 0                              | 0                              | -                        | -                        | -                         | -                         | 0     | 0     |
| 2016-2017             | FC Groningue          | Eredivisie            | 0           | 0           | 0                     | 0                     | -          | -          | -                              | -                              | -                              | -                        | -                        | 1                         | 0                         | 1     | 0     |
| Sous-total            | Sous-total            | Sous-total            | 0           | 0           | 0                     | 0                     | -          | -          | -                              | 0                              | 0                              | -                        | -                        | 1                         | 0                         | 1     | 0     |
| Total sur la carrière | Total sur la carrière | Total sur la carrière | 33          | 10          | 0                     | 0                     | 2          | 0          | -                              | 13                             | 1                              | 2                        | 0                        | 1                         | 0                         | 51    | 11    |

## Palmarès
Il remporte le championnat de Nouvelle-Zélande en 2013-2014 et 2014-2015 ainsi que la Ligue des champions en 2012-2013, 2013-2014 et 2014-2015 avec le club d'Auckland City.

## Vie privée
Il est le fils de Bob Browne, un Britannique ayant rejoint la Papouasie-Nouvelle-Guinée en 1971. David Browne a également travaillé en tant qu'ouvrier du bâtiment.